# Schlacht bei Soor
Europäischer Kriegsschauplatz:

Mollwitz* – Chotusitz* – Simbach – Dettingen – Toulon – Pfaffenhofen – Tournai – Fontenoy – Hohenfriedberg** – Soor** – Hennersdorf** – Kesselsdorf** – Brüssel – Piacenza – Namur – Roucourt – Kap Finisterre 1 – Lauffeldt – Assietta –  Bergen op Zoom – Kap Finisterre 2 – Maastricht
(*) Erster Schlesischer Krieg – (**) Zweiter Schlesischer Krieg
Indischer Kriegsschauplatz:

Erster Karnatischer Krieg
Amerikanischer Kriegsschauplatz:

War of Jenkins’ Ear – King George’s War
Baumgarten – 
Glogau – 
Mollwitz – 
Lesch  – 
Glatz – 
Chotusitz – 
Teltschitz – 
Pless – 
Ratibor – 
Hohenfriedberg – 
Soor – 
Hennersdorf – 
Zittau – 
Kesselsdorf
Die Schlacht bei Soor (Sohr, Sorr) fand am 30. September 1745 während des Zweiten Schlesischen Krieges bei dem gleichnamigen Dorf Soor südwestlich von Trautenau in Böhmen statt.

## Hintergrund
Nach der Schlacht bei Hohenfriedeberg im Juni 1745 zog sich Friedrich II. samt Heer ins Innere von Böhmen zurück und wurde dabei von der sich zurückziehenden, österreichisch-sächsischen Armee unter Prinz Karl von Lothringen gefolgt. Beide Heere lieferten sich über drei Monate Scharmützel und Plänkeleien.
Ein großer Teil der sächsischen Truppen spaltete sich von den verbündeten Österreichern ab, um ihrerseits die sächsisch-preußische Grenze zu bedrohen. Friedrich II. reagierte hierauf ebenfalls mit Zersplitterung seiner Kräfte.
Prinz Karl folgte dem preußischen Heer, zum einen gedrängt von seiner Kaiserin Maria Theresia, den Angriff zu suchen, zum anderen geschwächt durch die Abgänge der sächsischen Truppen. Seine Armee hielt er daher für zu schwach für weitere Unternehmungen, und daher agierte er vorsichtig.
Mitte September war die preußische Armee mit Versorgungsengpässen konfrontiert und zog sich an die böhmisch-schlesische Grenze zurück, um sich dort bis zum Einbruch des Winters auf Kosten des Feindes versorgen zu können. Das preußische Heer bezog schließlich ein Lager bei Staudenz am 19. September 1745.
Drei Tage später bezogen die Österreicher und die verbliebenen Sachsen am 22. September 1745 ihrerseits ein Lager bei Jaromer. Beide Armeen trennten 18 Kilometer. In den folgenden sieben Tagen unternahm Prinz Karl, unterstützt von den Feldmarschällen Fürst Lobkowitz und Prinz Arenberg mehrere Erkundungen, wie man die preußische Armee in ihrem Lager überraschen und schlagen könne.

## Verlauf der Schlacht

### Der österreichische Plan zum Überfall
Prinz Karl befand sich in einer überlegenen Stellung. Das vom preußischen Lager nach Westen hin steil ansteigende Gelände bot sich ihm geradezu an für einen Angriff aus überhöhter Position. Im Tal behinderten sumpfige Wiesen, Teiche und kleine Waldstücke ein Formieren des Gegners. Könnte man den Feind Richtung Osten in die Flucht schlagen, würden dort spitzwinklig auslaufende Wasserarme, begrenzt vom unwegsamen Königsforst im Süden, ein vorhersehbares Rückzugschaos bei den Preußen auslösen. Überdies wähnte er die Preußen als zu erschöpft und zu mutlos, um einem entschlossenen Frontalangriff mit dem Gros nennenswerten Widerstand entgegensetzen zu können. Zugleich mit einem solchen Frontalangriff, so plante er, sollten leichte Truppen das Lager umgehen und so Verwirrung stiften. 

### Aufstellung

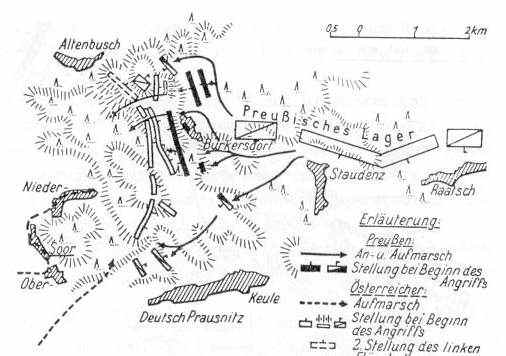
Die Stellung der Truppen zu Beginn der Schlacht

Auf dem linken Flügel der Verbündeten stand Feldmarschall Fürst Lobkowitz mit 10 Bataillonen, 15 Grenadierkompanien zu Fuß, 30 Schwadronen und 15 Grenadierkompanien zu Pferde und Karabiniers bereit. Beherrscht wurde seine Stellung von 16 schweren Geschützen auf der Graner Koppe. Die Masse der Armee stand in zwei Treffen südlich der Graner Koppe zentriert zum Feind mit einer weiteren schweren Batterie südwestlich Burkersdorf, alles unter dem Befehl von Feldmarschall Herzog von Arenberg. Diesen sogenannten rechten Flügel begrenzten ganz im Süden der Position 6 Kavallerie-Regimenter unter General der Kavallerie Hohenems. Insgesamt standen im österreichisch-sächsischen Heer 42.000 Mann auf dem Schlachtfeld. Aufgrund differenzierter Abmarschzeiten waren die verschiedenen Truppen zu unterschiedlichen Zeiten in ihren Ausgangsstellungen. Insbesondere der rechte Flügel lag in den Morgenstunden des 30. September noch weit zurück.
Friedrich II. war seit den Morgenstunden des 29. Septembers über das Nahen des Feindes im Bilde. Auf preußischer Seite glaubte man, dass Prinz Karl den Rückzug nach Schlesien versperren wolle. Als am 30. September gegen fünf Uhr morgens die Befehle ergehen sollten, das Lager zu verlassen und sich nach Schlesien zurückzuziehen, drangen Meldungen durch, dass sich westlich des Lagers die Armee des Feindes positionierte und zum Kampf bereit machte. Augenblicklich ließ Friedrich seine Truppen zur Schlacht vorbereiten, die sich in bemerkenswerter Eile formierten. Nahezu 22.000 Preußen erwarteten einen fast doppelt so starken Feind.

### Die Schlacht
Im Zentrum der Kampfhandlungen stand die Graner Koppe nördlich von Burkersdorf. Sie dominierte die umliegende Ebene zwischen Burkersdorf und Neu-Rognitz.
Die Preußen warteten den Angriff der Österreicher nicht ab, sondern begannen ihrerseits die Schlacht mit dem Ansturm ihrer Kavallerie unter Feldmarschall von Buddenbrock auf die Graner Koppe kurz nach fünf Uhr früh. Er hielt, aus dem preußischen Lager kommend, in Richtung Norden auf Neu-Rognitz zu, um dann nach Westen zu schwenken und so die Graner Koppe etwas nördlich umgehen zu können. Lag anfangs noch schützender Nebel über dem Gelände, verzog sich dieser mit der aufgehenden Sonne. Dies erlaubte den schweren Geschützen der Österreicher auf der Graner Koppe das Feuern. Erhebliche Verluste unter Buddenbrocks Reitern waren die Folge. Unter dieser Kanonade fiel unter anderem der hochdekorierte Oberstleutnant Georg Vivigenz von Wedel.
Zur gleichen Zeit formierte sich am Osthang der Graner Koppe Generalmajor Blankensees Infanterie zum Frontalangriff auf die Geschütze des Feindes. Etwa um acht Uhr, nun vom Norden auf die Stellungen der Verbündeten zureitend, brach die Kavallerie von Buddenbrocks in die in Formation stehende österreichisch-sächsische Kavallerie ein, überrumpelte und verwirrte sie und schlug sie in den dahinterliegenden Wald zurück. Fürst Lobkowitz wurde überritten und schwer verwundet. Zwar waren die preußischen Kavalleristen bei diesem Angriff nicht mehr dem Feuer der schweren Geschütze ausgesetzt, doch auf der Graner Koppe angekommen, setzte ihnen in ihrer linken Flanke die oben stehende Infanterie zu. Unterdessen war die Infanterie unter Generalmajor Blankensee, von Osten kommend, bis auf 150 Meter an die österreichisch-sächsische Batterie herangekommen. Dabei musste sie aber schwere Verluste hinnehmen, so dass sie schließlich zurückweichen musste, als Oberst Benda mit fünf Grenadier-Kompanien ihnen energisch entgegentrat. Blankensee fand den Tod.
Die Regimenter Wedel, Tresckow, Finck und Anhalt gingen hinter das zweite Treffen zurück, das mit den Regimentern la Motte, Blankensee und Geist dem ersten gefolgt war. Es stoppte mit einem intensiven Pelotonfeuer Bendas Infanterie und brach dann mit gefälltem Bajonett in die österreichisch-sächsischen Reihen ein und nahm die Koppe samt Batterie. Die starke Kavallerie der Verbündeten auf der Graner Koppe konnte dem nichts entgegensetzen und unterstützte die eigene Batterie und Infanterie nicht. Zum einen konnte sie sich geländebedingt nicht entfalten, zum anderen fehlte es womöglich am Befehl, dem Feind entgegenzutreten. Stattdessen wandte sie sich zur Flucht. Einzig Feldmarschallleutnant Preysing versuchte wie Oberst Benda mit seinen drei Dragoner-Regimentern in den Kampf einzugreifen, wurde jedoch in den Strudel der Flucht mit hineingezogen. Inzwischen war es 9:30 Uhr.
Friedrich II., der damit die entscheidende Anhöhe des Schlachtfeldes beherrschte und den linken Flügel seines Gegners geworfen hatte, wollte nun die feindlichen Stellungen von Norden her bezwingen. Jedoch setzte er diesen Gedanken nicht in die Tat um, da sich die verbündeten Truppen dem Zentrum Burkersdorf näherten, um es einzunehmen. Ein schnelles Eingreifen, vor allem des 2. Bataillons vom Regiment Kalkstein, verhinderte dies. Das gesamte Zentrum Friedrichs setzte sich in Bewegung, passierte Burkersdorf und kam so westlich des Ortes vor die Läufe der anderen schweren österreichisch-sächsischen Batterie. Das schwere Feuer dieser Batterie und das ansteigende Terrain, welches die Regimenter überwinden mussten, ließ auch dort die Preußen stocken. Die Verluste stiegen rasch an. Generalmajor Prinz Ferdinand von Braunschweig-Wolfenbüttel ging jedoch, obwohl bereits verwundet, persönlich voran und konnte die Batterie nehmen. Die sächsischen Regimenter Prinz Xaver, Botta, Bayreuth und Vettes, von Feldmarschall Prinz von Sachsen-Gotha geführt, kämpften lange und hinhaltend, letztlich aber waren auch sie dem Druck, der nun von Norden und Osten gleichzeitig wirkte, nicht gewachsen und mussten weichen.
Während der Kampf im Zentrum tobte, konnte Friedrich II. die freiwerdende Kavallerie seines rechten Flügels sowie die am linken Flügel bereitstehende Kavallerie des Prinzen von Anhalt gegen den Feind südlich von Burkersdorf werfen und dessen beginnenden Rückzug beschleunigen. Dabei wurden die Infanterieregimenter Damnitz und Kolowrat vollkommen versprengt. Viele ihrer Soldaten ihnen gerieten in Gefangenschaft. Unerklärlicherweise wichen die dort stehenden 36 Schwadronen den anstürmenden Preußen aus und blieben untätig.
Das detachierte Corps des kroatischen Generals Nadasdy, das den Feind umgehen und in den Rücken fallen sollte, überfiel lediglich das am Morgen hastig geräumte preußische Lager. Hierbei fiel ihm die preußische Kriegskasse im Wert von 200.000 Talern, die Kabinettsräte und die Dienerschaft, die die Armee begleiteten, und verschiedenes Gepäck in die Hände. Allerdings verfehlte es seinen eigentlichen Auftrag, den Preußen im Rücken der Front eine Bedrohung zu sein. So endeten die Ereignisse gegen 13:00 Uhr.
Die Verluste bei den verbündeten österreichisch-sächsischen Truppen beliefen sich auf 214 Offiziere und 7230 Mann, davon gerieten 36 Offiziere und 3072 Mann in Gefangenschaft. 19 Geschütze und 8 Fahnen gingen verloren. Die Preußen verloren 145 Offiziere und 3766 Mann, von denen nahezu 900 Mann gefallen waren. Zudem verloren sie eine Fahne und Geschütz beim Überfall auf das Lager. Auf preußischer Seite fielen neben Generalmajor Blankensee auch der erst kurz zuvor in preußische Dienste gewechselte Generalmajor Albrecht von Braunschweig-Wolfenbüttel.

## Folgen der Schlacht
Bis heute fragen sich Kenner und Experten, wie die preußische Kavallerie es fertigbringen konnte, die Anhöhe der Graner Koppe mit Pferden zu attackieren. Unbestritten erscheint, dass nur die Disziplin der Truppe und kräftige Tiere solch eine Leistung vollbringen konnten.
Auf Seiten der Verbündeten lastete man Feldmarschall Lobkowitz fehlende Courage zur Gegenattacke der eigenen Kavallerie auf dem linken Flügel an, als die preußische Kavallerie zum Angriff vorging.
Friedrich II. meinte später rückblickend, dass es bei Weitem ehrenvoller sei, vernichtet zu werden, indem man sich teuer verkaufe, als auf einem Rückzug, der womöglich in eine schmähliche Flucht ausgeartet wäre, umzukommen.
Der 73-jährige Feldmarschall Buddenbrock, ein Mann vieler Gefechte und Schlachten, berichtete später, dass er in seiner Laufbahn noch keinem schwereren Artilleriefeuer ausgesetzt war als östlich der Graner Koppe bei seinem Ritt zur Ausgangsposition der späteren Kavallerieattacke.
Der Tag von Soor lenkte auf Seiten der Preußen erstmals auch die Aufmerksamkeit auf zwei große Militärs der kommenden Jahre: Zum einen auf den 23-jährigen Major von Seydlitz, der am frühen Morgen die Truppenbewegungen des Gegners mit seiner Schwadron bemerkt und gemeldet hatte und zum anderen auf den 21-jährigen Sekondeleutnant von Möllendorf, der sich gegen Ende der Schlacht südlich Burkersdorf unter Prinz Ferdinand ausgezeichnet hatte und vom König noch auf dem Schlachtfeld belobigt worden war.
Der strategische Erfolg der Preußen war gering, zwar wurde Prinz Karl zum Rückzug gezwungen, sein Winterquartier jedoch wollte Friedrich II. von vornherein in Schlesien und nicht in Böhmen beziehen.
Politisch hatte Friedrich noch weniger gewonnen, da die Friedensverhandlungen in weite Ferne gerückt waren, zum einen durch innenpolitische Verwicklungen in England, und zum anderen gab seine Armee selbst dazu Anlass, da sie den Verbündeten gegenüber weiterhin in der Unterzahl war und einen abgekämpften Eindruck erweckte. Die Österreicher und Sachsen ließen sich nicht davon abbringen, ihre Armeen weiter in Richtung Brandenburg, dem Kernland der Preußen, zu dirigieren.
Der taktische und moralische Erfolg für die Truppen Friedrichs war aber ungemein hoch, hatte man doch mit weit unterlegenen Kräften einen in ausgezeichneter, ja sogar beherrschender Stellung stehenden Feind geworfen.